# 凯茜·桑贝尔
凯茜·桑贝尔（英語：Kathy Sambell，1963年1月16日—），澳大利亚女子田径运动员。她曾代表澳大利亚参加1990年和1994年英联邦运动会田径比赛，获得一枚金牌和一枚银牌。她也曾参加1992年夏季奥运会。